# Calceus

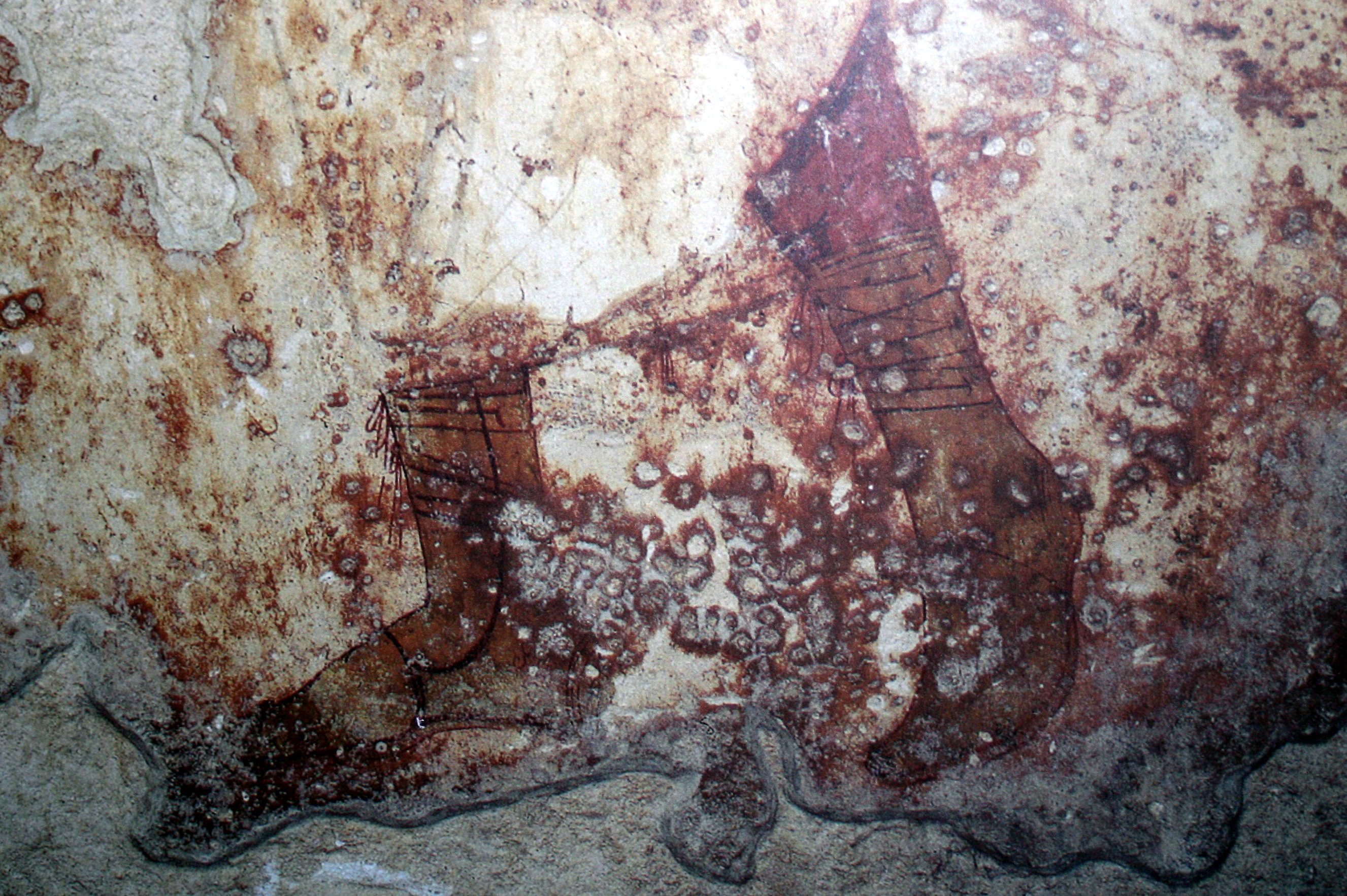
Buty rzymskiego sędziego w grobie w Paestum

Calceus – rodzaj obuwia noszonego w starożytnym Rzymie, wykonanego ze skóry, które było noszone do togi, jako obuwie wyjściowe.
Był to typ obuwia zakrywającego stopę, rodzaj trzewika. Do skórzanej podeszwy przymocowane były paski skóry obejmujące stopę i część nogi do kostki lub ponad nią.
Obuwie takie nosili wyłącznie obywatele rzymscy. Ich fason i kolor zależały od zamożności właściciela  i piastowanej przez niego funkcji w państwie.
 
Calceus zmieniały się wraz z upływem czasu. W czasach republiki najwyżsi urzędnicy państwowi nosili calceus mulleus w kolorze czarnym, a pozostali używali obuwia zwanego pero, z grubszej skóry w kolorze neutralnym.

W końcowym okresie republiki i w pierwszych wiekach cesarstwa senatorowie nosili calceus senatorius lub calceus patricius – wysokie buty, początkowo czarne, później czerwone. Do podeszwy przymocowane były cztery szerokie pasy skóry, które oplatały stopę i nogę do połowy łydki.
Według innego źródła calceus senatorius  z przodu zakończony był klamrą z kości słoniowej (lunula) w kształcie półksiężyca.
Od okresu późnego cesarstwa konsulowie nosili obuwie białe, z językiem, które mocowano rzemieniami krzyżującymi się na podbiciu i powyżej kostki.

Znana jest odmiana obuwia, zapożyczona od Etrusków, calceus repandus. Buty takie miały długi, spiczasty, wywinięty nos.